# Qassiarsuk
Qassiarsuk är en by i kommunen Kujalleq, Grönland. Den har 89 invånare (2010) och ligger cirka 5 km från Narsarsuaq.

## Historia
Qassiarsuk ligger på den plats där Erik Röde slog sig ned och byggde gården Brattalid då han kom till Grönland år 982.

## Folkmängd
Qassiarsuks folkmängd har varit relativt stabil under de två senaste decennierna.